# Konak kod Hilmije
Konak kod Hilmije je bosanskohercegovačka humoristična televizijska serija koja je snimana 2017. godine u proizvodnji FIST-a iz Sarajeva. Redatelj je Elmir Jukić, a scenarist Feđa Isović.

## Radnja
Serije podsjeća na radnju britanskog sitcoma 'Allo 'Allo!, samo što u Konaku kod Hilmije radnje je smještena je u okupiranome Sarajevu za vrijeme Drugoga svjetskog rata. U konak navraćaju svi, od partizanskih ilegalaca iz šume, preko četnika, ustaša, vojnika Handžar divizije, pa sve do vojnika Trećega Reicha i zapovjednika grada Stumbefirera Šilinga. Jedni drugima ispred nosa kuju zavjere u kojima nacionalno postaje manje važnim od osobnoga materijalnog interesa.
Radnju dopunjuju i dvojica rudara, partizanski ilegalci skriveni u podrumu, koji imaju zadatak iskopavanja tunela do njemačke oružarnice.

## Glumačka postava

### Glavni likovi
- Emir Hadžihafizbegović kao Hilmija Frlj, vlasnik konaka
- Tarik Filipović kao šturmbanfirer Uli Šiling, zapovjednik grada
- Bojan Perić kao Vladimir Perić "Valter", partizan
- Darko Tomović kao Božo Božović "Portugalac", crnogorski partizan
- Marija Pikić kao Azra Frlj, Hilmijina kćerka
- Milena Vasić Ražnatović kao Rahaela Kohen, židovka
- Marko Cindrić kao Krešimir, ustaša
- Igor Skvarica kao Durmiš konobar romskog podrijetla, ali se predstavlja kao Slovenac "Janez"
- Almir Kurt kao Mustafa Zulfepustampašić, gradski šef policije

### Sporedni likovi
- Ilir Tafa kao Rugoba Agimi, Albanac koji radi za Srbe
- Adnan Omerović kao Krhki, gluhi rudar
- Milodrag Trifunov kao Frljoka, slabovidni rudar
- Emir Z. Kapetanović kao Vaso Miskin Crni)
- Ivana Dudić kao Ana Vucibatina, prostitutka
- Jana Stojanovska kao Davorjanka Paunović, Titova sekretarica
- Dino Sarija kao Ivica Naguzić, homoseksualac
- Semir Krivić kao Jovan Prdimah, odvjetnik
- Damir Kustura kao Strajo Jovanić, slikar
- Sead Pandur kao Zis, fotograf
- Marko Gvero Radovan Lepinja, četnik
- Iman Fagin i Iman Aljović kao SKOJ-evske striptizete.
- Tarik Džinić kao mladi Izet Fazlinović

## Pregled serije
| Sezona | Epizoda | Premijera          | Finale            |
| ------ | ------- | ------------------ | ----------------- |
| 1      | 10      | 7. svibnja 2018.   | 9. srpnja 2018.   |
| 2      | 14      | 3. listopada 2018. | 2. siječnja 2019. |

### Prva sezona (2018.)
| Broj epizode | Naziv | Premijera         |
| ------------ | --- | ----------------- |
| 1            | Die Ankunft des Sturmbannführer (Dolazak Štumbafirera)                                                   | 7. svibnja 2018.  |
| 2            | Graben des Tunnels (Kopanje tunela)                                                                      | 14. svibnja 2018. |
| 3            | Die Ankunft des Königs (Dolazak kralja)                                                                  | 21. svibnja 2018. |
| 4            | Wo ist der Keller? (Gdje je podrum?)                                                                     | 28. svibnja 2018. |
| 5            | Ich glaube wir haben Schwule in diesem Hotel (Mislim da imamo pedera u ovom hotelu)                      | 4. lipnja 2018.   |
| 6            | Die Läufe müssen vor dem Kampf geölt werden (Trke se moraju podmazati prije borbe)                       | 11. lipnja 2018.  |
| 7            | Kampf um den Deutschen (Borba za Nijemca)                                                                | 18. lipnja 2018.  |
| 8            | Fortgeschrittene Technik aus Kroatien (Napredna tehnika iz Hrvatske)                                     | 25. lipnja 2018.  |
| 9            | Jemand ist schuldig, deshalb muss jemand erschossen werden (Neko je kriv, stoga neko mora biti streljan) | 2. srpnja 2018.   |
| 10           | Des Führers Geburtstagfeier (Führerov rođendan)                                                          | 9. srpnja 2018.   |

### Druga sezona (2018. – 2019.)
| Broj epizode | Naziv |                     |
| ------------ | --- | ------------------- |
| 11           | Suche nach Haggada aus Sarajevo (Potraga za Hagadom iz Sarajeva)                                                | 3. listopada 2018.  |
| 12           | Heinrich Himmlers Ankunft (Dolazak Heinricha Himmlera)                                                          | 10. listopada 2018. |
| 13           | Ohne Kultur gibt es keine Revolution (Bez kulture nema revolucije)                                              | 17. listopada 2018. |
| 14           | Ein nasser Fetzen ist das beste Mittel gegen die Kopfschmerzen (Mokra krpa je najbolji lijek protiv glavobolje) | 24. listopada 2018. |
| 15           | Der Tunnel ist endlich fertig. Aber... (Tunel je konačno gotov.Ali...)                                          | 31. listopada 2018. |
| 16           | Grosser Immobilienabverkauf                                                                                     | 7. studenoga 2018.  |
| 17           | Auf der Suche nach dem heiligen Buch - Teil 2 (Potraga za svetom knjigom-Drugi dio)                             | 14. studenoga 2018. |
| 18           | Der Prinz hat sich in die Hosen gemacht (Princ se ukakao u gaće)                                                | 21. studenoga 2018. |
| 19           | Deutsche Medizin um mit dem Rauchen aufzuhören (Njemački lijek za prestanak pušenja)                            | 28. studenoga 2018. |
| 20           | Deutsche Offensive am bosnischen Fluss (Njemačka ofanziva na bosanskoj rijeci)                                  | 5. prosinca 2018.   |
| 21           | Domino Turnier und Reizwasche (Domino Turnier i Reizwasche)                                                     | 12. prosinca 2018.  |
| 22           | Die Ankunft des Kommissares fur homosexuelle Angelegenheiten (Dolazak Komesara za Homoseksualne Aktivnosti)     | 19. prosinca 2018.  |
| 23           | Ankunft der amerikanischen Delegation (Dolazak Američke delegacije)                                             | 26. prosinca 2018.  |
| 24           | Zwei Sekretarinen von SKOJ (Dvije SKOJevke)                                                                     | 2. siječnja 2019.   |

## Prikazivanje
| Država              | TV–mreža | Premijera serije  | Kraj prve sezone   | Premijera druge sezone | Kraj druge sezone  |
| ------------------- | -------- | ----------------- | ------------------ | ---------------------- | ------------------ |
| Srbija              | Nova S   | 7. svibnja 2018.  | 9. srpnja 2018.    | 3. listopada 2018.     | 2. siječnja 2019.  |
| Srbija              | O2 TV    | 7. svibnja 2018.  | 9. srpnja 2018.    | 3. listopada 2018.     | 2. siječnja 2019.  |
| Srbija              | B92      | 2. veljače 2019.  | 9. ožujka 2019.    | 10. ožujka 2019.       | 18. svibnja 2019.  |
| Crna Gora           | Nova M   | 1. prosinca 2018. | 29. prosinca 2018. | 5. siječnja 2019.      | 16. veljače 2019.  |
| Bosna i Hercegovina | Nova BH  | 4. prosinca 2018. | 25. prosinca 2018. | 26. prosinca 2018.     | 23. siječnja 2019. |
| Hrvatska            | Nova TV  | 15. lipnja 2020.  | 26. lipnja 2020.   | 29. lipnja 2020.       | 17. srpnja 2020.   |

## Vanjske poveznice
- Službena stranica na fist.ba
- Konak kod Hilmije u internetskoj bazi filmova IMDb-a